# One Day Son, This Will All Be Yours
One Day Son, This Will All Be Yours és el segon àlbum de llarga durada de la banda de rock britànica Fightstar. L'àlbum va ser escrit i compost a Northampton i després gravat a Los Angeles pel productor Matt Wallace. "Floods" era la cançó pensada per a ser el primer senzill, però es va canviar després per "We Apologise For Nothing" a causa de les recents inundacions a Gran Bretanya ("Floods" en anglès vol dir Inundacions).
"Deathcar" va ser el següent senzill de la banda, i la primera gravació del disc en format vinil va sortir a la llum al Regne Unit.
"Floods" aparegué com a tercer senzill oficial al 3 de març del 2008. "I Am the Message" va ser el cinquè i últim senzill el 16 de juny de 2008, just abans que la banda es posés a treballar en el següent àlbum, "Be Human".
L'àlbum fou publicat per Institute Records, tot i que Fightstar estaven en contacte amb altres companyies discogràfiques com Roadrunner Records, Metal Blade and Sony BMG.

## Llançament i promoció
"99" va ser la primera cançó de l'àlbum que va ser promoguda. L'emisora "Kerrang! Radio" va premiar aquesta cançó el 4 d'abril del 2007 anunciant que només estaria disponible per descàrrega i que estaria a la xarxa (online) just a temps. La banda va crear una pàgina web l'11 de maig, on es podia registrar i descargar el senzill juntament amb el seu vídeo gratuïtament. Alguns fans anomenen aquesta cançó "99 (You And I)", a causa del fet que s'havia anunciat prèviament a la revista Kerrang! la llista de l'àlbum llavors anomenada "99" com a "You And I". Tot i així, la llista de pistes de One Day Son, This Will All Be Yours finalment ens mostra que "99" i "You And I" són cançons diferents. Aquesta pista és anomenada "99" a causa del fet que en Charlie li va caure el seu portàtil per les escales, i un cop el va tornar a posar en funcionament només es podia utilitzar la tecla '9'.

### Vídeo
El vídeo de "99", surt Fightstar tocant en una platja nua de Los Angeles (on la banda estava al mateix temps gravant el seu segon àlbum.) El vídeo va ser lliurat el Maig de 2007, i una versió editada es va llençada poc després, amb meteorits i efectes especials en el cel que van ser realitzats per Alex Westaway.

### Personal
- Charlie Simpson — Veu, Guitarra, Teclat
- Alex Westaway — Veu, Guitarra
- Dan Haigh — Baix
- Omar Abidi — Bateria, Percussió

## Llista de cançons
Totes les pistes s'han escrit per: Fightstar
1. "99" – 4.05
2. "We Apologise for Nothing" – 4.13
3. "Floods" – 3.34
4. "One Day Son" – 4.16
5. "Deathcar" – 3.58
6. "I Am The Message" – 2.59
7. "You & I" (amb la col·laboració de Rachel Haden) – 4.16
8. "Amaze Us" – 4.30
9. "H.I.P (Enough)" – 3.00
10. "Tannhäuser Gate" – 3.20
11. "Our Last Common Ancestor" – 3.57
12. "Unfamiliar Ceilings" (amb Rachel Haden) – 4.06

### "B-sides"
"We Apologise For Nothing"
- "Gracious" (amb Rachel Haden) – 3:43
- "Hold Out Your Arms (Acústica)" – 3:48
- "In Between Days" (Cover de The Cure) - 2:58
- "Abuse Me" (Cover de Silverchair) - 2:51
- "Breaking The Law" (Cover de Judas Priest) - 2:59

"Deathcar"
- "Nerv/Seele" – 3:52
- "Shinji Ikari" – 3:21
- "Deathcar (En directe)" - 5:25
- "99 (En directe)" - 4:19

"Floods"
- "Flotation Therapy"
- "Zihuatanejo"
- "Floods (Acústica)"
- "Floods (Instrumental)"
- "DarkStar"

"I Am The Message"
- "Waiting For Superman (Cover de Flaming Lips)"

## Posició a les llistes
| LLista               | Posició |
| -------------------- | ------- |
| UK Album Chart       | 27      |
| UK Indie Album Chart | 3       |

## Personal
- Charlie Simpson - Veu / Guitarra / Teclat
- Alex Westaway — Guitarra / Segona Veu
- Dan Haigh — Baix
- Omar Abidi —Bateria / Instruments de percussió

### Altres contribuidors
- Produït per Matt Wallace i Fightstar
- Dissenyat per Paul Fig i Matt Bowen
- Mesclat per Carl Bown
- Enregistrat a The Pass & Studio Delux (Los Angeles, Califòrnia)
- Artwork by Daniel Conway